# Партизанск (Красноярский край)
Партизанск — упразднённый посёлок, находившийся на межселенной территории Мотыгинского района Красноярского края. Исключен из учётных данных в 2022 году.

## Географическое положение
Посёлок находится в 62 километрах на северо-северо-запад от районного центра Мотыгино.

## Климат
Климат резко континентальный с коротким тёплым летом и холодной продолжительной зимой. Среднегодовая температура воздуха отрицательная и составляет около −1,0…−1,5°С. Средние многолетние значения минимальных температур воздуха в самые холодные месяцы — январь и февраль — составляют −26…−28°С, а абсолютный минимум достигает −51…−53°С. Средние из максимальных значений температуры для наиболее тёплого месяца (июля) на всём протяжении долины колеблются в пределах 25…26°С, а абсолютные максимумы температур в летние месяцы достигают значений в 37…38°С. Зима продолжительная. Период со средней суточной температурой ниже −5°С на всей протяжённости долины составляет около 5 месяцев (с ноября по март). Ниже 0°С — около полугода. Изменения температуры от одного дня к другому и в течение суток вызываются сменой воздушных масс. Большей частью эта изменчивость в холодное время составляет ±4…5°C. В некоторых случаях возможны изменения температуры между сутками, превышающие ±20 °C (1 раз в 10 лет). Продолжительность безморозного периода в рассматриваемом районе составляет от 40 до 75 дней, при этом первые заморозки наблюдаются уже в августе. Последние заморозки на поверхности почвы могут наблюдаться до конца июня. Число дней со снежным покровом составляет 180—210 дней в году.

## История
Посёлок находится в районе действующей золотодобычи, ведущейся ЗАО «Васильевский рудник» (основной акционер «Газпромбанк»). В 2014 году здесь были выявлены новые запасы золота. Однако большая часть запасов находится в санитарно-защитной зоне посёлка Партизанск. Весной 2014 года предприятие попыталось начать работы за пределами санитарной зоны поселка. Около ста жителей Партизанска провели митинг, блокировав работу техники, с требованием переселить сначала поселок. В 2016 был принят региональный закон о компенсации переселенцам.

## Население
Постоянное население в 2002 году составляло 628 человек (97 % — русские).
| 1989 | 2002 | 2010 | 2012 | 2013 | 2014 | 2015 |
| ---- | ---- | ---- | ---- | ---- | ---- | ---- |
| 1326 | ↘628 | ↘499 | ↘498 | ↘471 | ↘458 | ↘429 |
| 2016 | 2017 |      |      |      |      |      |
| ↗432 | ↘374 |      |      |      |      |      |